# 山岸理子
山岸理子（1998年11月24日—），千葉縣出身，隸屬於演藝經紀公司UP-FRONT AGENCY旗下，2012年6月成為Hello! Pro研修生(第16期)，2015年4月29日被選為新團體山茶花工廠的六位初始成員之一，2017年2月22日推出3A單曲「初戀日出 / Just Try! / 美麗的山茶花」正式出道。

## 個人簡歷
2012年
- 6月，成為Hello! Pro研修生。

2015年
- 4月29日，被選為新團體山茶花工廠的六位初始成員之一。
- 8月8日，被選為隊長。

2017年
- 2月22日，以山茶花工廠成員的身分推出3A單曲「初戀日出 / Just Try! / 美麗的山茶花」正式出道。
- 4月27日，推出第一本個人寫真集『理子』。

2020年
- 5月13日，推出第二本個人寫真集『R-21』。

## 外部連結
- つばきファクトリーHello!Project （页面存档备份，存于）
- 官網個人檔案 （页面存档备份，存于）